# Kapel Heilig Hart
De Kapel Heilig Hart bevindt zich in de Vlaams-Brabantse gemeente Halle. De kapel is gelegen aan de Dries naast huisnummer 13.
Volgens het opschrift werd de kapel in de 18e eeuw gebouwd: ‘GEBOUWD ROND 1775 HERSTELD OP 28/07/1977’.
De bakstenen pijlerkapel is witgeschilderd en bevindt zich onder een zadeldak, bekroond met een kruis. In het interieur bevindt zich een tongewelf en kaarsen. 